# Albany Highway
L’Albany Highway est une route de direction générale grossièrement nord-ouest - sud-est située dans le sud de l'Australie-Occidentale et qui relie la capitale de l'État, Perth, avec la plus ancienne colonie de l'État, Albany. La route est longue d'environ 410 kilomètres et est désignée par le nom de State Route 30 () et sépare la région du Great Southern de la région South West. La route est bitumée et, en dehors de Perth, à chaussée unique, avec des voies de dépassement régulières dans certaines zones sinueuses.

## Galerie

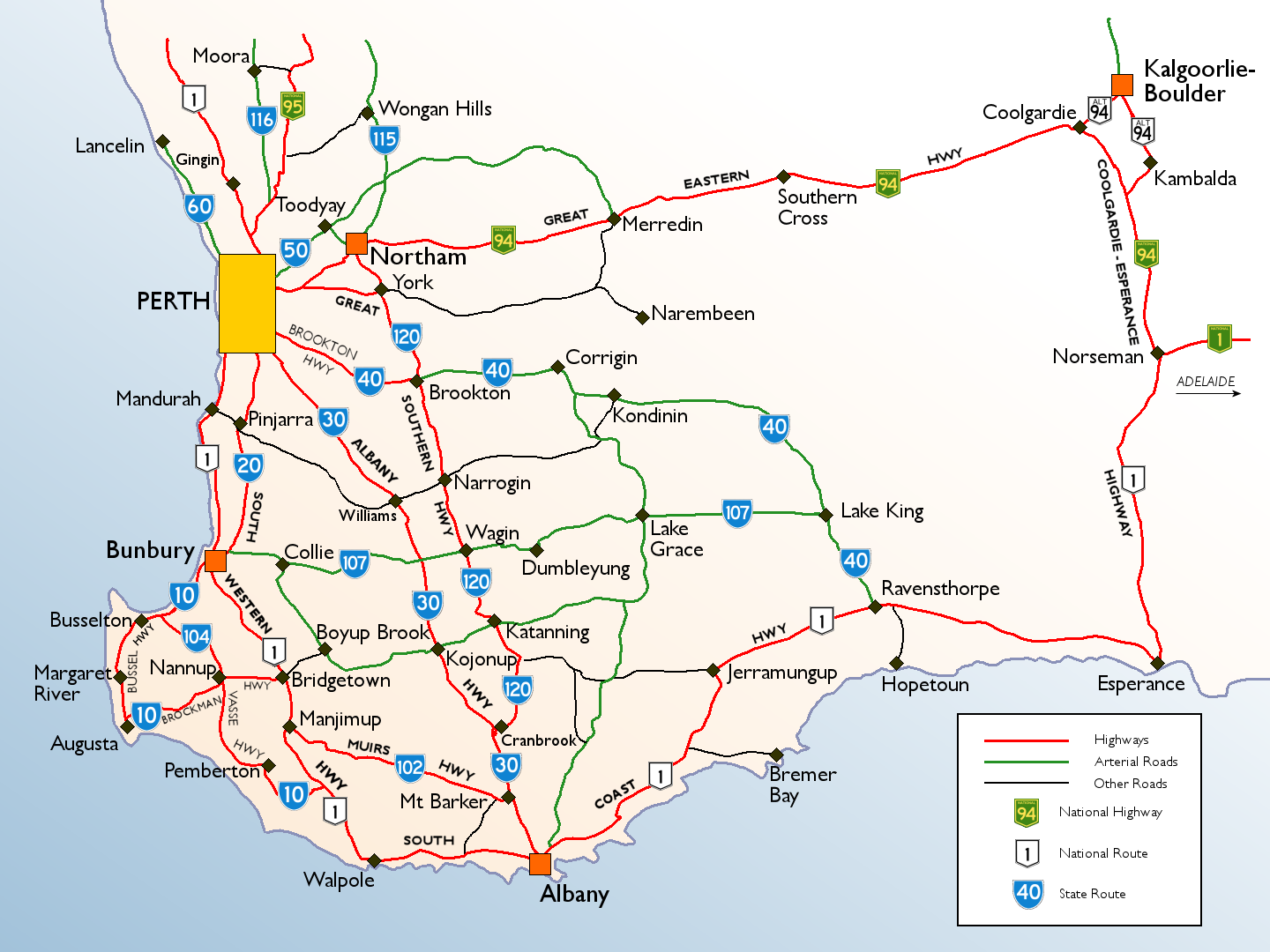
Grandes routes du sud de l'Australie-Occidentale